# Asklanda-Ornunga missionskyrka

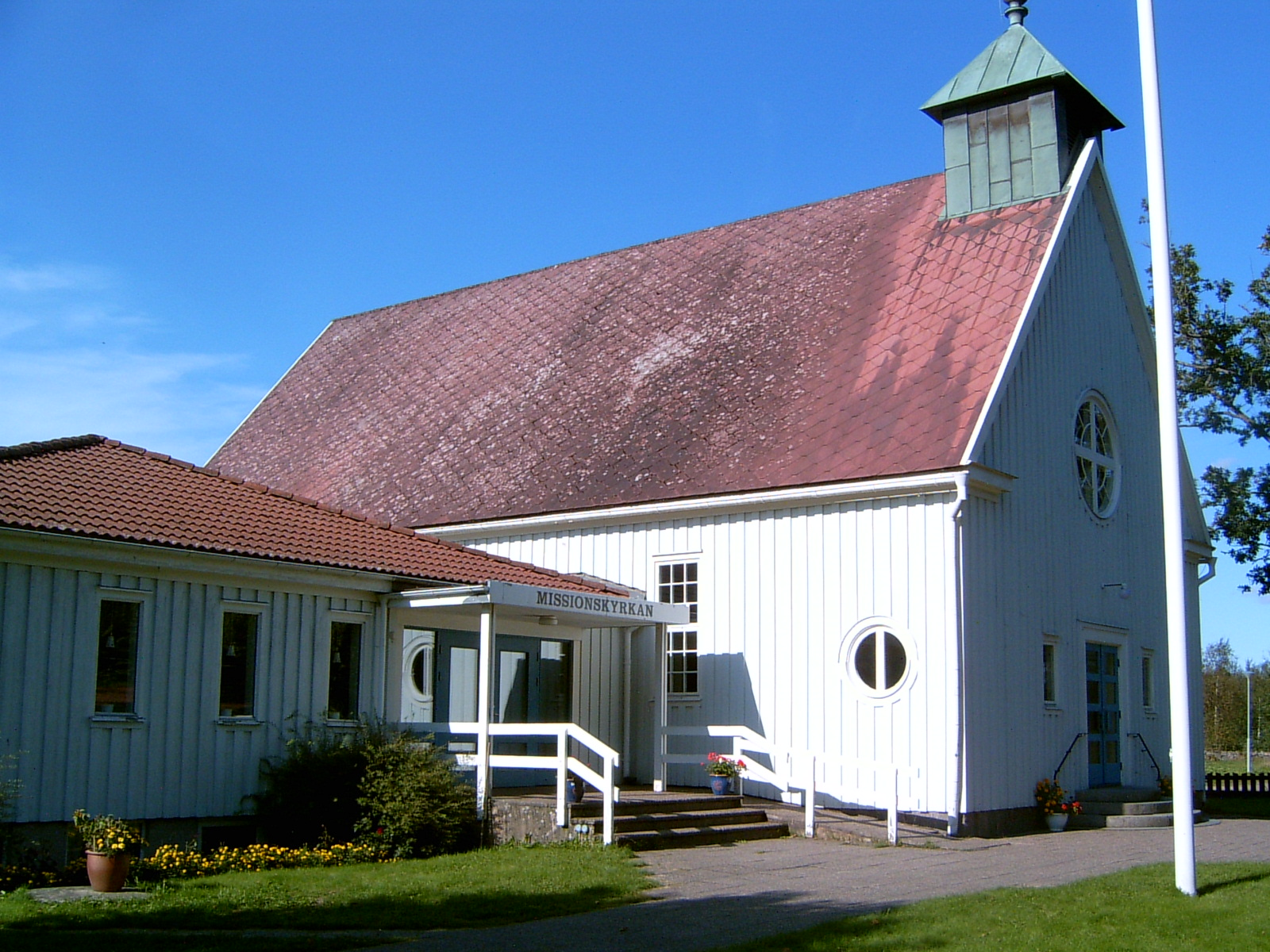
Equmeniakyrkan

Equmeniakyrkan Asklanda-Ornunga finns i Vårgårda kommun och bildades redan 1877. Församlingen tillhör Equmeniakyrkan och har cirka 220 medlemmar.